# Morille
Morille település Spanyolországban, Salamanca tartományban. Morille Monterrubio de la Sierra, San Pedro de Rozados, Mozárbez és Buenavista községekkel határos. Lakosainak száma 224 fő (2024).

## Népesség
A település népessége az elmúlt években az alábbi módon változott:
| Lakosok száma | 179  | 213  | 258  | 249  | 263  | 258  | 239  | 233  | 224  | 224  |
|               | 2001 | 2004 | 2007 | 2009 | 2012 | 2014 | 2017 | 2019 | 2022 | 2024 |